# Michael Heinrich
Michael Heinrich (1957, Heidelberg) é um historiador da filosofia e cientista político alemão especialista na obra de Karl Marx. Heinrich foi professor na Universidade de Viena, na Universidade de Ciências Aplicadas e na Universidade Livre de Berlim.
Heinrich é um dos principais nomes da chamada en:Neue Marx-Lektüre (Nova Leitura de Marx), sendo um crítico do que chama de Weltanschauungsmarxismus (Cosmovisão marxista).
No Brasil, poucos textos de sua autoria foram traduzidos e publicados. As exceções são Karl Marx e o nascimento da sociedade moderna, volume 1 em 2018 e Introdução a o capital de Karl Marx em 2024, ambos pela Boitempo Editorial. Já esteve no Brasil em duas ocasiões: 2017 e 2024.